# Psi (jednotka)

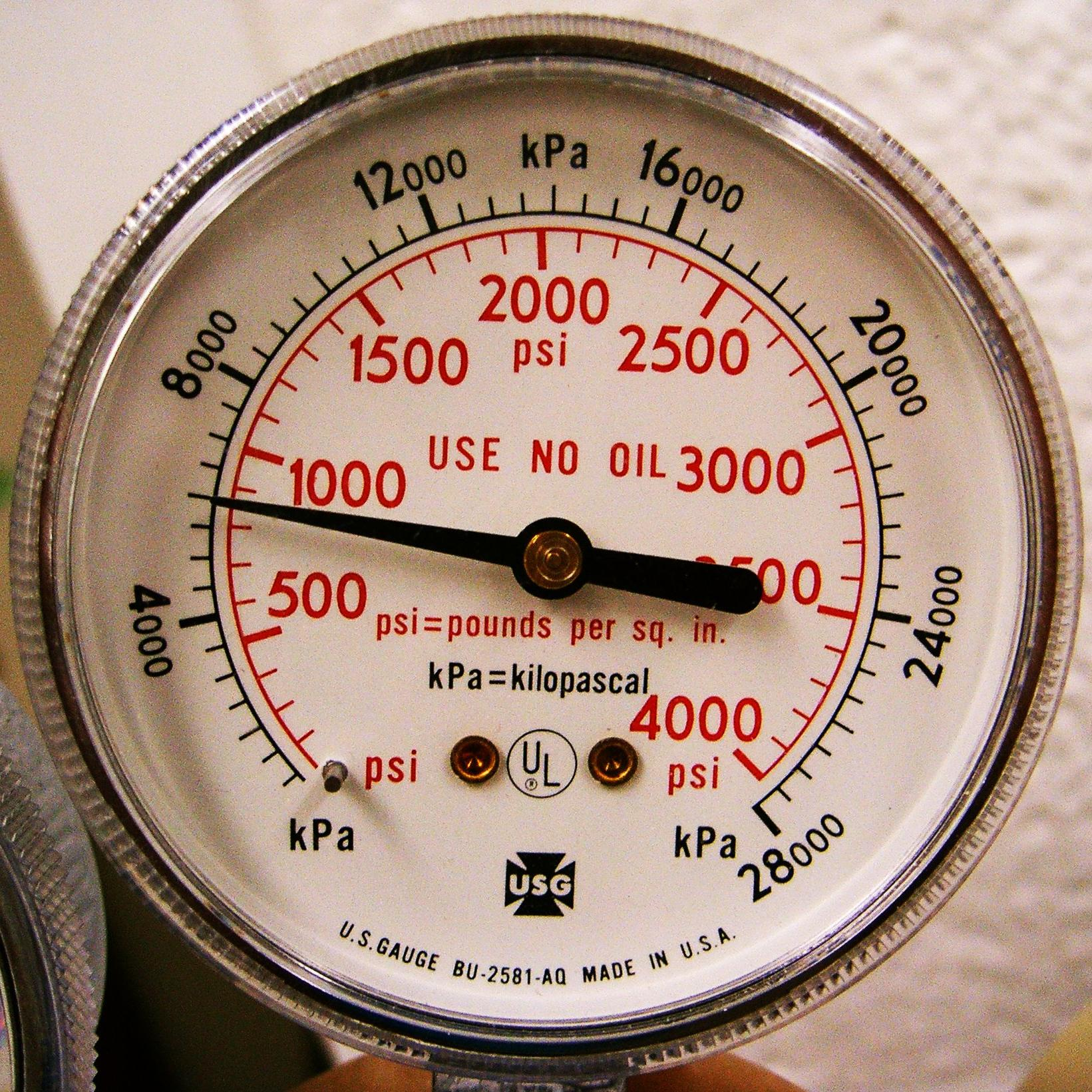
Tlakoměr s jednotkou PSI (červená stupnice) a kPa (černá stupnice)

PSI je anglosaská jednotka tlaku, definovaná jako libra síly na čtverečný palec (anglicky pound per square inch); někdy se proto též označuje lbf/in².
Jednotka PSI je definovaná jako tlak odpovídající gravitační síle působící prostřednictvím tělesa o hmotnosti jedné libry na plochu jednoho čtverečného palce. Platí:
1 psi = 1 lbf/in² ≈ 6 894,757 Pa (jednotka soustavy SI).
Standardní atmosférický tlak při mořské hladině má hodnotu: Pa = 14,695948804 psi.